# Linkowo
Linkowo (niem. Schrengen) – wieś w Polsce położona w województwie warmińsko-mazurskim, w powiecie kętrzyńskim, w gminie Kętrzyn.
W latach 1975–1998 miejscowość administracyjnie należała do województwa olsztyńskiego.
Linkowo jest sołectwem (2008) do którego należą: Kotkowo i Owczarki.
W Linkowie jest przystanek PKP (trasa Kętrzyn – Olsztyn)

## Historia
Wieś lokowana została na prawie magdeburskim w roku 1400. Właścicielem Linkowa w XVII w. był Stefan Sadorski sekretarz króla Zygmunta III Wazy i poseł w Prusach Książęcych. Sadorski był fundatorem II kaplicy w Świętej Lipce i inicjatorem powstania kolegium jezuickiego w Reszlu. 
Prawie przez cały XVIII wiek Linkowo należało do rodu v. d. Groeben. W roku 1913 właścicielem majątku był Kurt Migge. Linkowo razem z folwarkiem miało ogólną powierzchnię 642 ha, w tym 382 ha gruntów ornych. W majątku hodowano 120 koni, 280 szt. bydła, w tym 124 krowy, 266 owiec i 254 szt. trzody chlewnej. Majątek w Linkowie w 1927 r. został rozparcelowany. 
Klasycystyczny dwór w Linkowie pochodzi z przełomu XVIII i XIX wieku. Parterowy dwór wybudowany został na planie wydłużonego prostokąta przykryty jest dachem naczółkowym. W elewacji frontowej zaznaczony jest trójosiowy ryzalit w szczycie zdobiony okulusem. Dwór otoczony jest w zacznej części zachowanym parkiem ze starodrzewem. Dwór jest w złym stanie technicznym.
W roku 1817 w Linkowie było 108 mieszkańców, a w roku 2000 - 133.